# Zapasy na Igrzyskach Azjatyckich 1966
Turniej zapasów na Igrzyskach Azjatyckich 1966 w stolicy Tajlandii, Bangkoku odbył się od 10 do 13 grudnia. 

## Klasyfikacja medalowa
| Klasyfikacja medalowa | Klasyfikacja medalowa | Klasyfikacja medalowa | Klasyfikacja medalowa | Klasyfikacja medalowa | Klasyfikacja medalowa |
| Miejsce               | państwo               | Złoto                 | Srebro                | Brąz                  | Razem                 |
| --------------------- | --------------------- | --------------------- | --------------------- | --------------------- | --------------------- |
| 1                     | Japonia               | 4                     | 1                     | 1                     | 6                     |
| 2                     | Iran                  | 3                     | 5                     | 0                     | 8                     |
| 3                     | Pakistan              | 1                     | 1                     | 0                     | 2                     |
| 4                     | Indie                 | 0                     | 1                     | 5                     | 6                     |
| 5                     | Korea Południowa      | 0                     | 0                     | 2                     | 2                     |
| Razem                 | Razem                 | 8                     | 8                     | 8                     | 24                    |

## Wyniki

### Styl wolny
| Konkurencja |                        |                         |                  |
| ----------- | ---------------------- | ----------------------- | ---------------- |
| 52 kg       | Shigeo Nakata          | Ali Akbar Hejdari       | Shamrao Sable    |
| 57 kg       | Tadamichi Tanaka       | Mohammad Ali Farrokhian | Bishambar Singh  |
| 63 kg       | Masaaki Kaneko         | Ebrahim Sejfpur         | Jang Gyeong-mu   |
| 70 kg       | Abdollah Mowahhed      | Yoshiharu Tobita        | Udey Chand       |
| 78 kg       | Muhammad Bashir        | Hossein Tahami          | Seo Yong-seok    |
| 87 kg       | Tatsuo Sasaki          | Mahmoud Moezzipour      | Sajan Singh      |
| 97 kg       | Mansur Mahdizade       | Bishwanath Singh        | Shun’ichi Kawano |
| +97 kg      | Moslem Eskandar Filabi | Muhammad Saeed          | Bhim Singh       |